# Ogon
Ogon (russisk: Огонь, da.: Brand) er en russisk katastrofefilm fra 2020 instrueret af Aleksej Nuzjnyj.

## Medvirkende
- Konstantin Khabenskij som Andrej Pavlovitj Sokolov
- Ivan Yankovskij som Roman Ilin
- Stasja Miloslavskaja som Jekaterina 'Katja' Sokolova
- Anton Bogdanov som Konstantin 'Kostik' Zjuravel
- Viktor Dobronravov som Pjotr Velitjuk